# Vinkelacceleration
Vinkelacceleration anger förändring av rotationshastighet per tidsenhet. I SI-enheter mäts den i radianer per sekund i kvadrat (rad/s2) och brukar betecknas med den grekiska bokstaven alfa (α). 

## Definition
Vinkelaccelerationen kan definieras som antingen
{\displaystyle {\alpha }={\frac {d{\omega }}{dt}}={\frac {d^{2}{\theta }}{dt^{2}}}}
eller
{\displaystyle {\alpha }={\frac {a_{T}}{r}}}
där
- {\displaystyle \alpha }: Vinkelacceleration [rad/s2]
- {\displaystyle \omega }: Rotationshastighet [rad/s]
- {\displaystyle t}: Tid [s]
- {\displaystyle a_{T}}: Linjär tangentiell acceleration [m/s2]
- {\displaystyle r}: Radie [m]

Variabeln {\displaystyle r} definieras vanligen som radien hos den cirkulära bana som en punkt rör sig längs. {\displaystyle r} anger avståndet från ett koordinatsystems origo och relaterar {\displaystyle \theta } och {\displaystyle \omega } till den aktuella punkten.

## Rörelseekvationer
För tvådimensionell rotationsrörelse kan Newtons andra lag anpassas för att beskriva förhållandet mellan vridmoment och vinkelacceleration:
{\displaystyle {\tau }=I\ {\alpha }}
där
- {\displaystyle {\tau }} är totala vridmomentet som verkar på kroppen [Nm]
- {\displaystyle I} är kroppens masströghetsmoment [kgm2]

### Konstant acceleration
För alla konstanta värden av vridmomentet, {\displaystyle {\tau }}, av ett objekt, kommer vinkelaccelerationen också att vara konstant. För specialfallet med konstant vinkelacceleration, kommer den ovanstående ekvationen att ge ett konstant värde för vinkelaccelerationen:
{\displaystyle {\alpha }={\frac {\tau }{I}}}

### Icke-konstant acceleration
För varje icke-konstant vridmoment, kommer vinkelaccelerationen hos ett föremål att förändras med tiden. Ekvationen blir en differentialekvation stället för ett konstant värde. Denna differentialekvation kallas rörelseekvationen för systemet och kan fullständigt beskriva rörelsen av objektet.